# ペネロピ (映画)
『ペネロピ』（原題：Penelope）は、2006年製作、2008年公開のイギリス・アメリカ映画。
2006年のトロント国際映画祭でプレミア上映。イギリスでは2008年2月1日に、アメリカでは同年2月29日に、日本では同年3月1日に公開。

## ストーリー
ペネロピはイギリスの名家ウィルハーン家の一人娘。先祖が魔女に受けた呪いのせいで、ブタの鼻と耳を持って生まれた。呪いを解く唯一の方法は、「（ウィルハーン家と同等の）名家の子息が、ペネロピに永遠の愛を誓うこと」。

## キャスト
| 役名                                     | 俳優                     | 日本語吹替 |
| ---------------------------------------- | ------------------------ | ---------- |
| ペネロピ・ウィルハーン                   | クリスティーナ・リッチ   | 甲斐田裕子 |
| ジョニー・“マックス”・マーティン         | ジェームズ・マカヴォイ   | 竹若拓磨   |
| ジェシカ・ウィルハーン                   | キャサリン・オハラ       | 安達忍     |
| レモン                                   | ピーター・ディンクレイジ | チョー     |
| フランクリン・ウィルハーン               | リチャード・E・グラント  | 内田直哉   |
| エドワード・ハンフリー・ヴァンダーマンJr | サイモン・ウッズ         | 川島得愛   |
| ワンダ                                   | ロニ・アンコーナ         |            |
| クルル                                   | レニー・ヘンリー         |            |
| マックスウェル・カンピオン               | ニック・フロスト         |            |
| サム                                     | ラッセル・ブランド       |            |
| アニー                                   | リース・ウィザースプーン | 芝原チヤコ |

## 評価
レビュー・アグリゲーターのRotten Tomatoesでは128件のレビューで支持率は53%、平均点は5.60/10となった。Metacriticでは29件のレビューを基に加重平均値が48/100となった。
- 映画館大賞「映画館スタッフが選ぶ、2008年に最もスクリーンで輝いた映画」第51位